# كأس رابطة الأندية الإنجليزية المحترفة 1960–61
كأس رابطة الأندية الإنجليزية المحترفة 1960–61 (بالإنجليزية: 1960–61 Football League Cup)‏ هو الموسم 1 من كأس رابطة الأندية الإنجليزية المحترفة. أقيم خلال الفترة 26 سبتمبر 1960 وحتى 5 سبتمبر 1961، وأشرف على تنظيمه دوري كرة القدم الإنجليزي، وكان عدد الأندية المشاركة فيه 87، وفاز فيه أستون فيلا.